# Вегас Фернандес, Джонни
Джонни Мартин Вегас Фернандес (исп. Johnny Martín Vegas Fernández; Уанкайо, 9 февраля 1976) — перуанский футболист, вратарь.

## Клубная карьера
Он дебютировал с командой «Спорт Бойз» из города Кальяо в 1997 году, он оставался в команде до 2003 года. За свою карьеру он играл во многих перуанских клубах: «Унион Уараль», «Универсидад Сан-Мартин», «Мельгар» из Арекипы, «Спортинг Кристал», «Спорт Анкаш», «Сьенсиано» и «Альянса Атлетико». На сезон 2011 года он подписал контракт с недавно повышенным в классе «Унион Комерсио».
По данным IFFHS, забил 39 голов путём реализации штрафных и пенальти, занимает шестое место среди всех вратарей-бомбардиров в истории.
В 2017 году Вегас Фернандес завершил карьеру и в том же году стал помощником тренера «Унион Комерсио».

## Национальная сборная
Он сыграл за сборную три раза, все в 2000 году, также принимал участие в отборочных матчах на чемпионат мира по футболу 2002 года.